# Patrick Zaniroli
Patrick Zaniroli (nacido el 5 de abril de 1950 en Courbevoie) es un piloto de rallies francés, ganador del Rally Dakar en 1985.
Fue un impulsor del movimiento todoterreno en Francia, colaborando en la creación de clubes, asociaciones, revistas y competiciones. Estuvo al frente de la organización del Dakar desde 1994 hasta 2005.

## Palmarés
Fue vencedor del Rally Dakar en 1985 y fye segundo en 1980, en 1984 y en 1987.

## Resultados

### Rally Dakar
| Año     | Clase  | Vehículo    | Copiloto             | Posición | Etapas |
| ------- | ------ | ----------- | -------------------- | -------- | ------ |
| 1980    | Coches | Volkswagen  | Philippe Collese     | 2.º      | -      |
| 1981    | Coches | Range Rover | Dominique Lemoyne    | 6.º      | 1      |
| 1982    | Coches | Range Rover | Dominique Lemoyne    | 7.º      | -      |
| 1983    | Coches | Range Rover | Jean Da Silva        | Ret.     | -      |
| 1984    | Coches | Range Rover | Jean Da Silva        | 2.º      | 1      |
| 1985    | Coches | Mitsubishi  | Jean Da Silva        | 1.º      | 4      |
| 1986    | Coches | Mitsubishi  | Jean Da Silva        | 7.º      | 6      |
| 1987    | Coches | Range Rover | Lopes Alain          | 2.º      | -      |
| 1988    | Coches | Range Rover | Jean-Claude Morellet | Ret.     | -      |
| 1989    | Coches | Range Rover | Jean Marc Andrie     | Ret.     | -      |
| 1990    | Coches | Range Rover | Pierre Couillet      | Ret.     | -      |
| 1991    | Coches | Mitsubishi  | Pierre Couillet      | Ret.     | -      |
| Fuente: |        |             |                      |          |        |